# Agriphila paleatellus
Agriphila paleatellus là một loài bướm đêm trong họ Crambidae.